# Hortus deliciarum

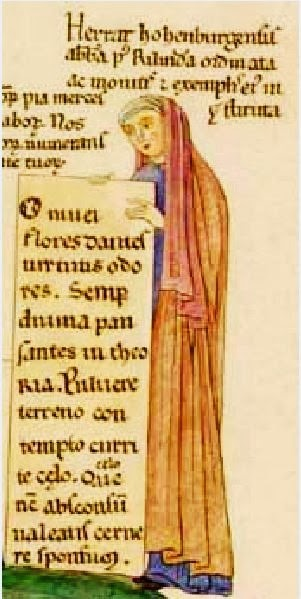
Autoritratto di Herrad von Landsberg dall Hortus Deliciarum.

Hortus Deliciarum (it. Orto delle Delizie) era un'enciclopedia redatta da Herrad von Landsberg (o anche Herrad von Hohenburg, Herradis Landsbergensis), badessa dell'abbazia di Hohenbourg in Alsazia nel Sacro Romano Impero, vissuta nel XII secolo: il libro originale in pergamena di tale enciclopedia fu distrutto da un incendio e attualmente si conservano alcune copie.

## Storia

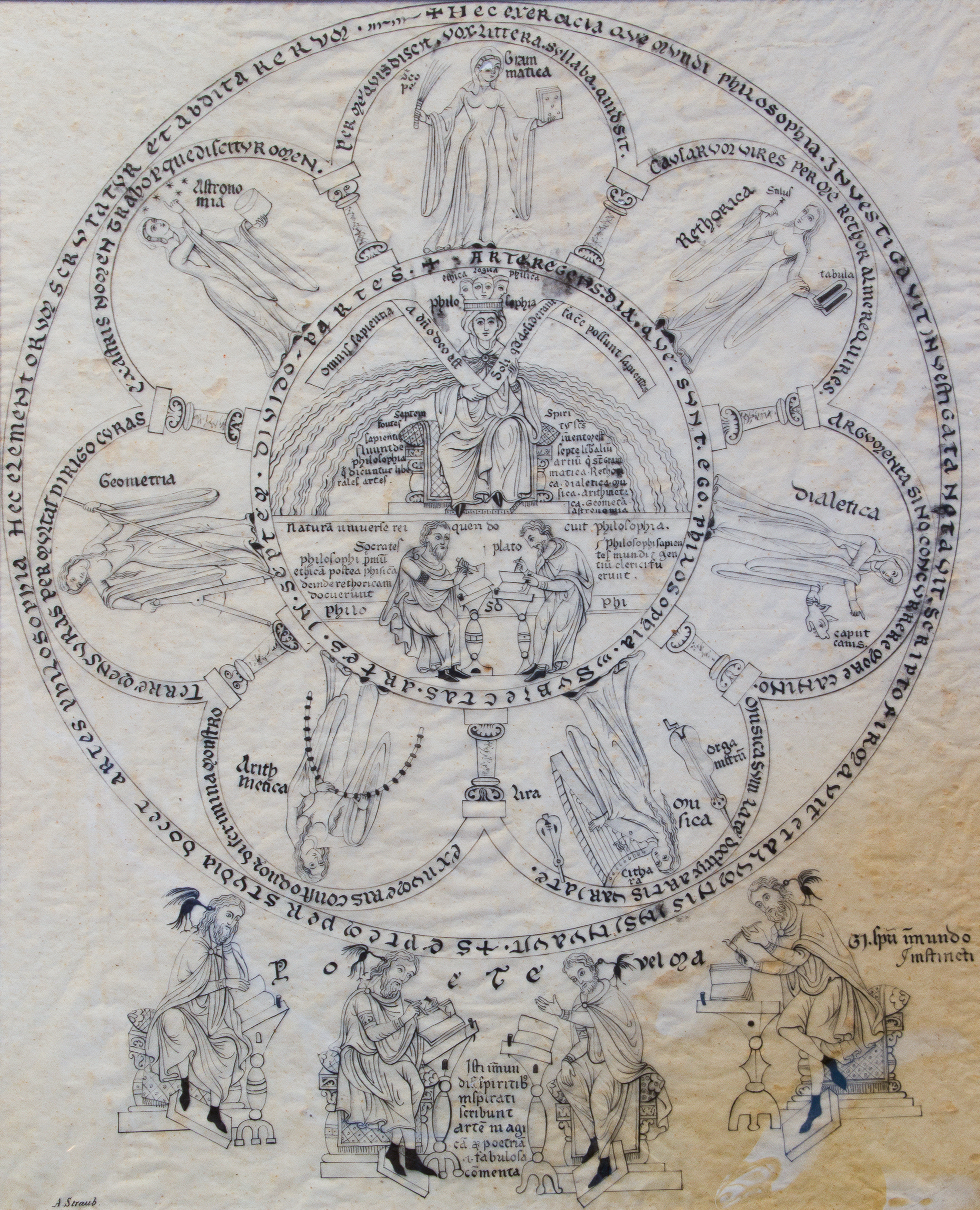
Copia dallHortus Deliciarum, prima della sua distruzione, realizzata da Alexandre Joseph Straub
– Coll. Bibliothèque du Grand Séminaire de Strasbourg.

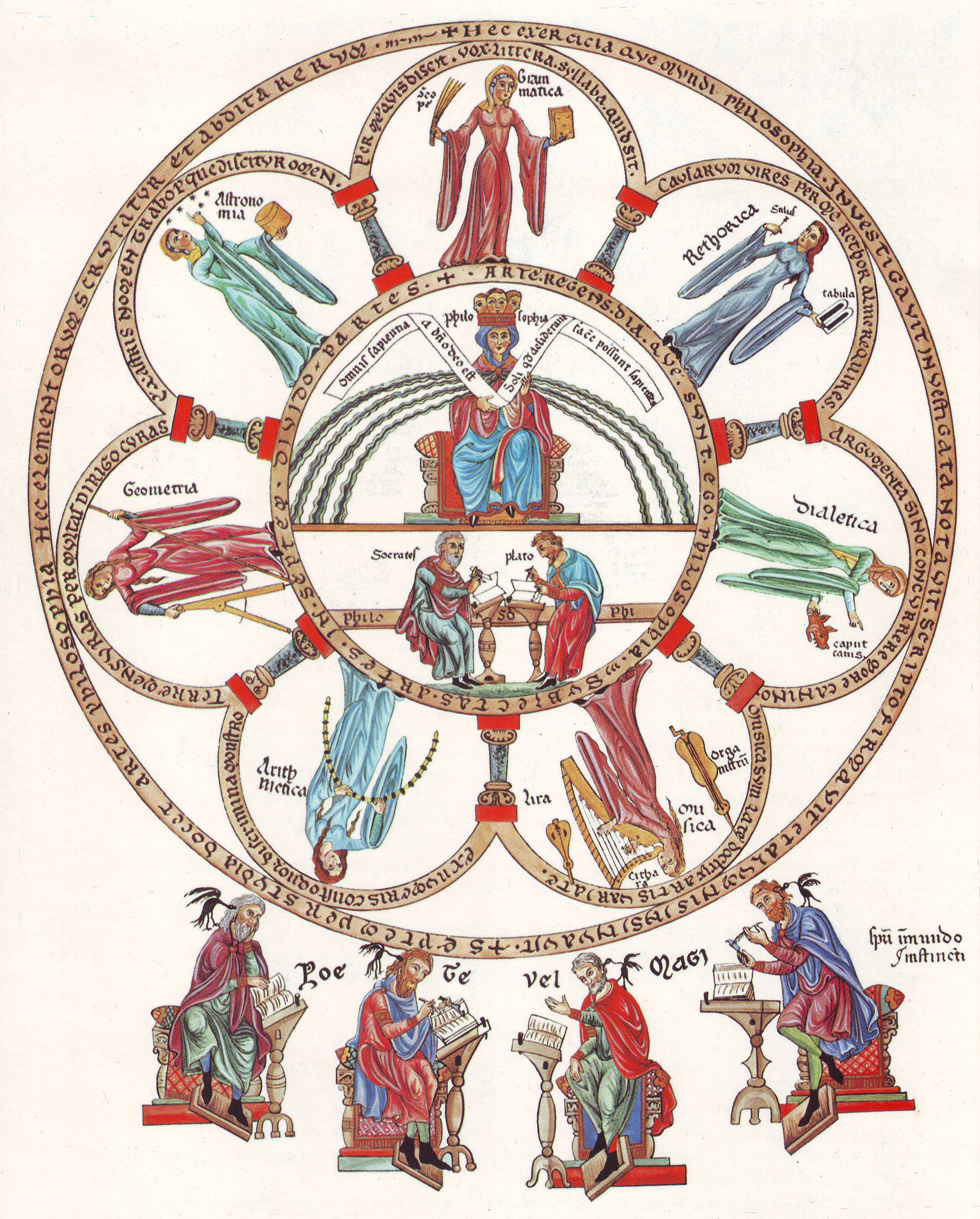
Facsimile colorato dell'Allegoria: La filosofia in trono tra le sette arti liberali.

L'Hortus Deliciarum (it.: Giardino delle Delizie), la prima enciclopedia redatta da una donna, fu opera di Herrad von Landsberg, che, tra il 1167 e il 1195, fu badessa dell'abbazia di Hohenbourg, in Alsazia. Il manoscritto, di singolare ed eccezionale valore, fu da lei redatto verso il 1175 o subito dopo.
L'opera enciclopedica, illustrata con 344 miniature, fu scritta in latino e riassumeva il sapere teologico e profano di quei tempi, allo scopo d'istruire le suore dell'abbazia. Il manoscritto consiste di 324 fogli in pergamena (di cui 255 in gran formato e 69 in piccolo formato) e non è stato redatto prima del 1175 (secondo la testimonianza di una tavola di calendario e la lista dei pontefici fino a papa Lucio II), ma neppure molto dopo.
Il prezioso manoscritto fu conservato con cura nell'Abbazia di Hohenburg. Dopo il grande incendio del 1546, che distrusse quasi completamente l'abbazia, l'ultima badessa, Agnese di Oberkirch, lasciò la proprietà della medesima al vescovo di Strasburgo e così l'Hortus Deliciarum entrò a far parte dell'archivio diocesano a Saverne. Più tardi il manoscritto si trovò nel convento certosino di Molsheim, dove nel XVII secolo fu realizzata una copia del testo. Durante la rivoluzione francese, il manoscritto passò alla biblioteca distrettuale di Strasburgo.
L'originale bruciò nella notte fra il 24 e il 25 agosto 1870, per causa della guerra franco-prussiana, in un incendio divampato durante l'assedio di Strasburgo, nella Biblioteca nazionale e universitaria di Strasburgo dove a quel tempo era conservato. Ne rimasero quindi solo delle copie, tra le quali un facsimile quasi di pari valore, opera realizzata da Christian Moritz Engelhart nel 1818, che attrasse persino l'attenzione dello scrittore tedesco Goethe.
Attraverso un instancabile impegno erudito, grazie alla disponibilità di copie e riproduzioni di gran parte delle miniature e dei testi in latino che le accompagnavano, si riuscì a ricostruire una stampa di questa testimonianza unica della storia culturale e religiosa medievale dell'Alsazia, ancora oggi disponibile. Le più importanti copie per la ricostruzione del manoscritto furono quelle conservate nella Biblioteca nazionale di Francia a Parigi, lasciate in legato dallo storico dell'arte Jean-François-Auguste, comte de Bastard d'Estang (1792–1883).
Grazie a questo lavoro fu possibile ricostruire 254 delle 344 miniature dell'Hortus Deliciarum, almeno nelle grandi linee. Nel 1879 la società incaricò della conservazione dello storico documento alsaziano il canonico e archeologo strasburghese Alexandre Joseph Straub, con il compito, che fu portato a termine nel 1899 da G. Keller, di confezionarlo in 113 tavole di gran formato.
Questa pubblicazione di base trova un complemento molto prezioso e illuminate nell'opera, promossa dalla stessa società, realizzata nel 1952 da Joseph Walter, bibliotecario e direttore degli archivi cittadini di Sélestat.
L'opera  offre una scelta di 50 tavole, in parte a più colori, con spiegazioni del testo e iconografie. È anche presente un indice delle 344 miniature originariamente presenti. Di particolare valore è il fatto che Joseph Walter sia riuscito, in anni di lavoro di ricerca attraverso estratti da opere di scrittori ecclesiastici, a identificare e a ottenere una profonda visione del pensiero teologico di base dell'intera opera.

## Contenuto

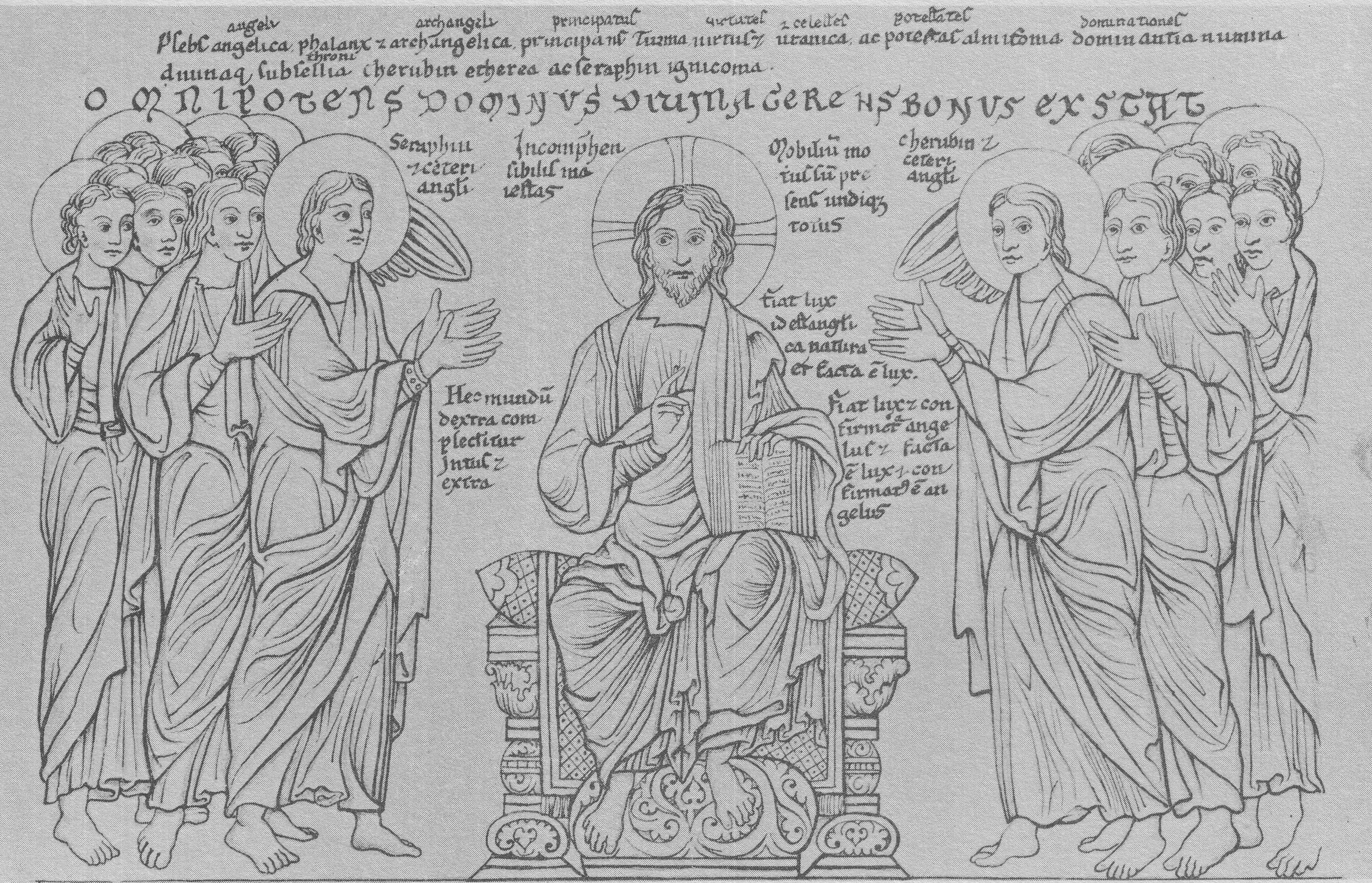
La creazione degli angeli.

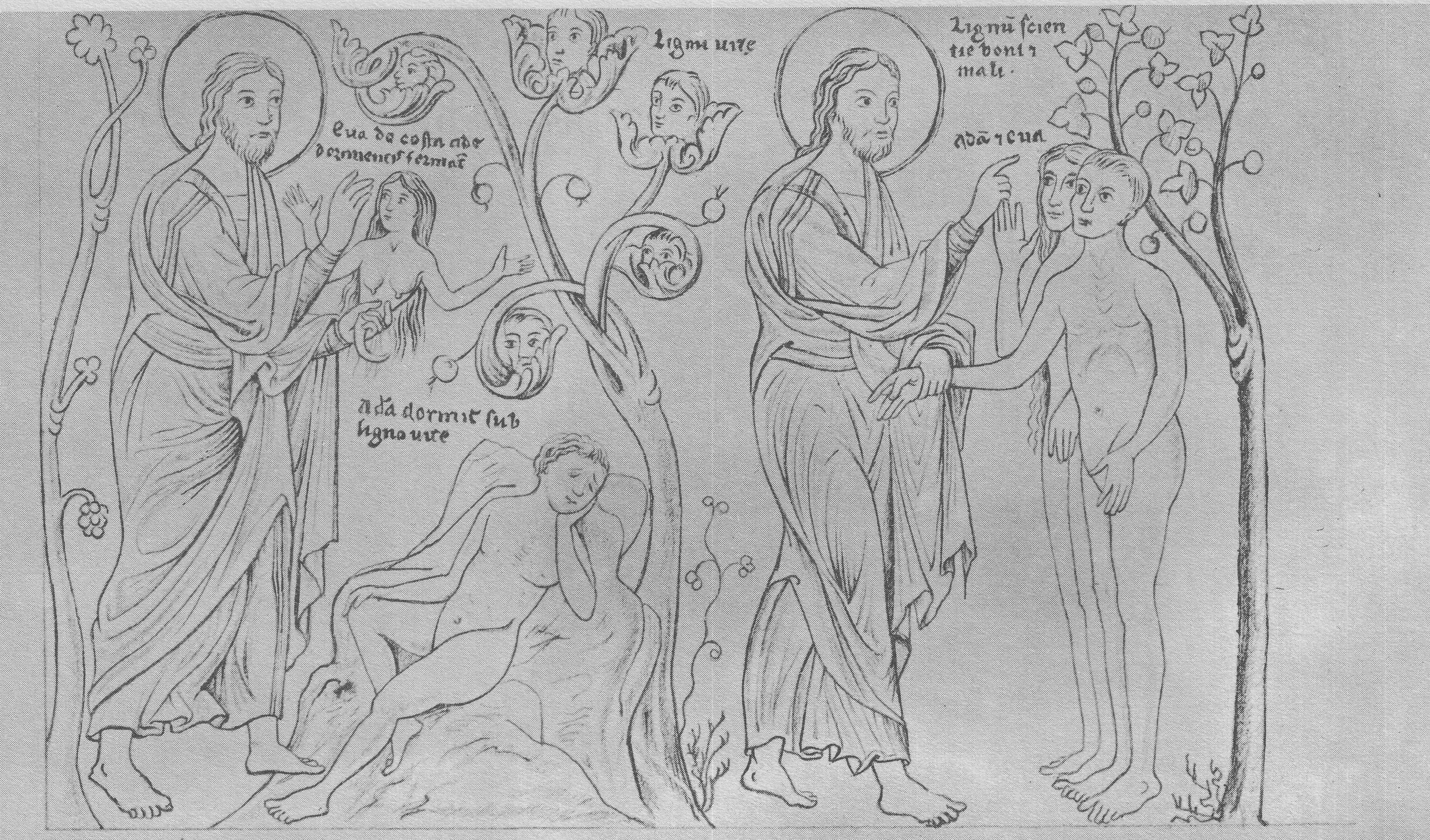
La creazione di Eva e il divieto di mangiare i frutti dell'Albero della conoscenza del Bene e del Male.

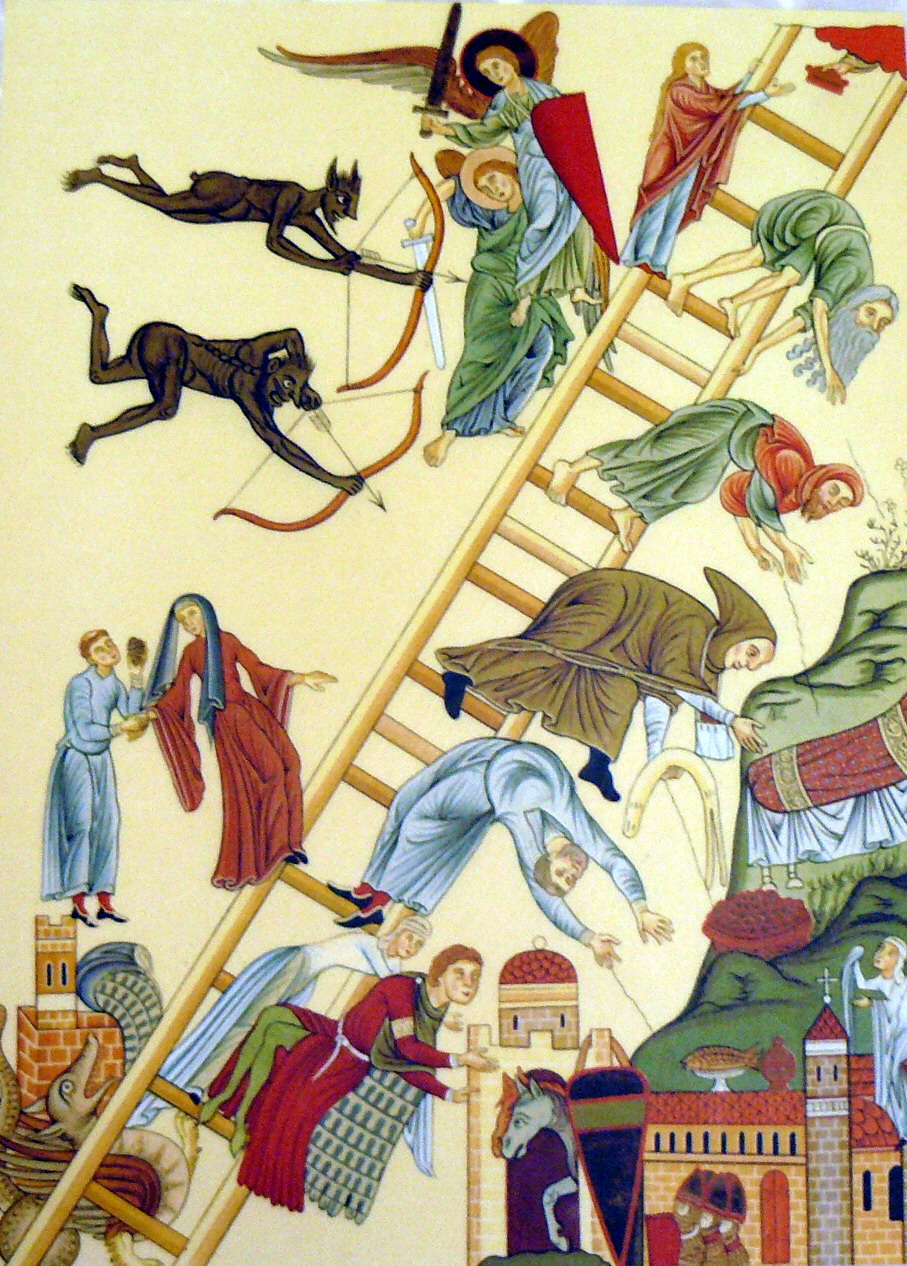
La scala delle virtù.

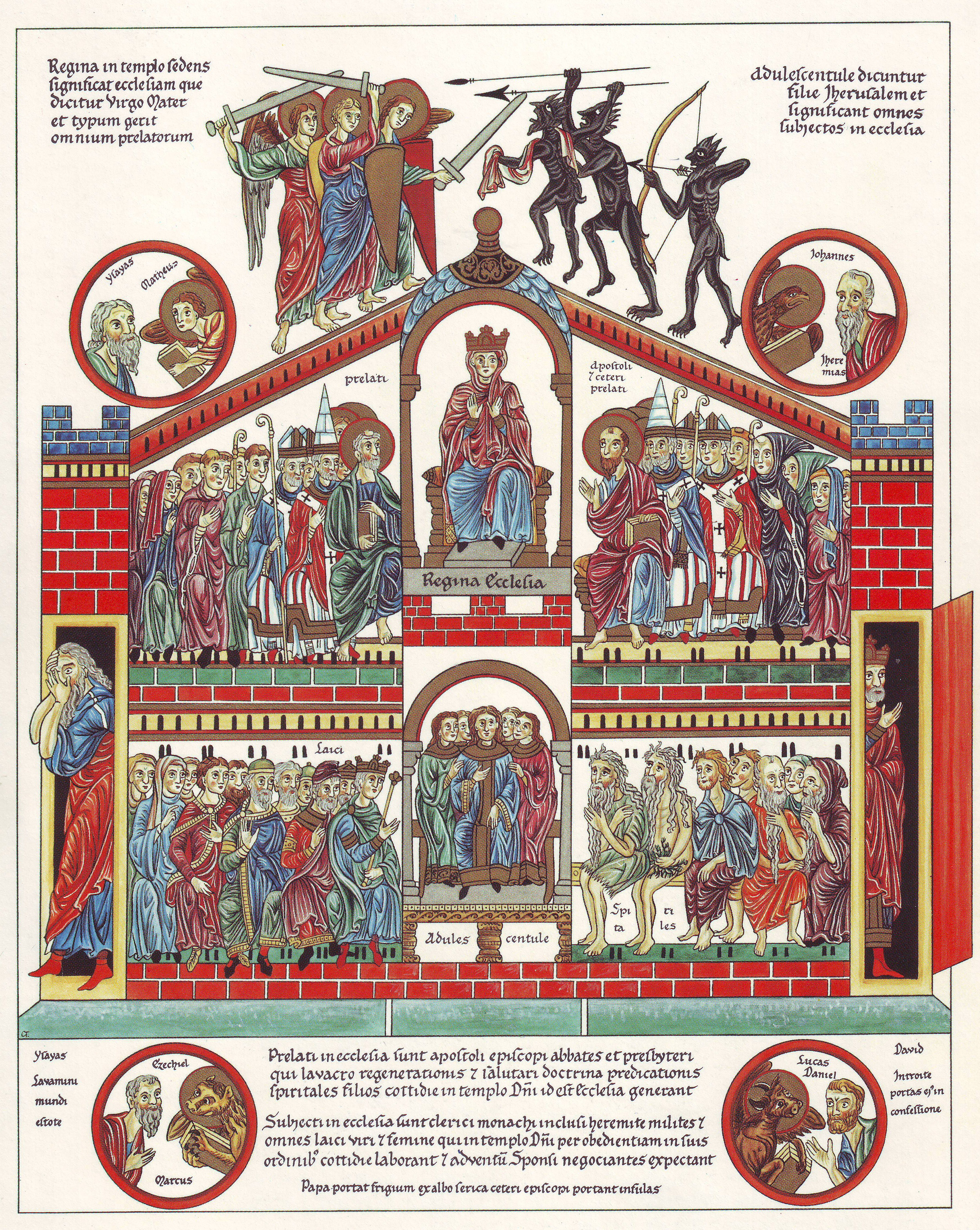
Rappresentazione della Chiesa (Regina Ecclesia) con i fedeli.

L'Hortus Deliciarum non rappresenta solo un'enciclopedia, un riassunto dell'intero sapere di quei tempi, bensì anche una raccolta per le lezioni in abbazia degli estratti della Bibbia e delle Sacre Scritture. Ma non si tratta in alcun modo di una sequenza di conoscenze messe insieme.
Apparentemente non è altro che una rappresentazione della Chiesa come organizzazione e della concreta idea di salvezza di Dio in lei, iniziando con la creazione del mondo, attraverso l'Antico Testamento, con le sue misteriose profezie su Cristo, fino alla comparsa di Cristo stesso. Cristo sta al centro di tutte le riflessioni, egli è la fonte della vita vera, il dispensatore di tutti i santi doni, e se la Chiesa sulla terra non è mai perfetta e benvenuta, ma esposta a molte battaglie e tentazioni, essa mostra sé stessa come la Gerusalemme celeste, la splendente méta della divina storia della salvezza.
In questo contesto diviene comprensibile anche il titolo dell'opera: lo scrittore preferito di Herrad, Onorio Augustodunense, indica nella sua opera Speculum ecclesiae il Paradiso come Hortus Deliciarum, il giardino delle sante delizie, e lo vede come un Paradiso riaperto attraverso Cristo, rappresentato nella Chiesa come la casa di Dio con tutti i tesori della divina sapienza e conoscenza, riassunte in Gesù Cristo, che la Chiesa, come sua sposa, Egli porterà all'eterna perfezione. In questo Giardino del Paradiso le allieve di Herrad possono lasciarsi portare e raccogliervi il cibo della vita.
Il manoscritto miniato inizia con la creazione degli angeli, la loro signoria e la caduta di Lucifero, con la creazione del mondo e la caduta dell'uomo. Esso mostra la via della miseria umana nell'uccisione del fratello, nel Diluvio universale e nell'erezione della torre di Babele e pone l'accento sul tentativo dell'umanità, prima della venuta di Cristo, di rialzarsi con le proprie forze. In questo contesto compare il sapere nelle figure delle sette arti liberali, compaiono i rappresentanti della filosofia antica, Socrate e Platone. Si viene anche messi in guardia dalle forze seducenti dell'idolatria e della superstizione.
La conclusione del divino consiglio sulla salvezza inizia con la vocazione di Abramo, prosegue con la consegna dei Dieci comandamenti a Mosé sul monte Sinai. Nel servizio divino del Vecchio Testamento viene preannunciato il sacerdozio di Cristo. Le sanguinolente vittime dell'Antica alleanza vengono sostituite dalle sacre vittime del Nuovo Testamento, che consistono nella sconfessione dell'amor proprio e dell'egoismo, nell'amichevole offerta di ringraziamento e lode, nella preghiera e nella confessione. Il re Salomone compare come figura salvatoris e la Regina di Saba, che chiede della sua saggezza, come esempio della ecclesia gentium, la quale viene chiamata dai popoli pagani.
Vengono dettagliatamente descritte: la nuova alleanza della Grazia che inizia con Gesù Cristo; la sua nascita e l'adorazione dei savi venuti dall'Oriente; la sua vita, dal battesimo nel fiume Giordano, fino alla passione. Anche i miracoli di Gesù e l'elenco delle sue parabole trovano, nelle parole e nelle figure, un'accurata interpretazione.
Numerose sono le illustrazioni sulla Passione e sulla Resurrezione di Cristo, le ultime delle quali, però, sono andate perdute. Dopo il mandato agli apostoli inizia una nuova fase della storia della salvezza, la Chiesa viene costituita dal popolo e va incontro a Cristo. Questa Chiesa e ogni cristiano devono cercare di combattere con il mondo; viene mostrata la dettagliata rappresentazione delle battaglie delle Virtù contro i Vizi, una vera e propria teologia morale a conclusione della Psicomachia del poeta tardo-cristiano Aurelio Prudenzio Clemente. La scala delle Virtù fa riconoscere come l'ascesa in alto riesce solo a chi dimentica l'amore per sé stesso. La Chiesa è rappresentata come un edificio con torri merlate di due piani. Al piano di sotto si trova il mondo laico, al quale appartengono dame e cavalieri, contadini e artigiani e anche i monaci ignoranti e gli eremiti. Il piano di sopra rappresenta la Chiesa docente e vi appartengono apostoli e papi, vescovi e abati e anche alcune donne, che nella stessa veste con la quale la stessa Herrad, come badessa di Hohenburg, si è rappresentata, con un rotolo di pergamena in mano vicino alla Vergine Maria e a san Giovanni Evangelista, quale patrono della Vergine. Ella è disinvoltamente consapevole della dignità del proprio ufficio didattico nella comunità abbaziale. Ella vive nel mondo dei molteplici rapporti simbolici, che lo spirito del medioevo amava, ed è il vero riferimento al mistero della rivelazione di Dio in Gesù Cristo, che dà a quest'arte la forza di condurre la testimonianza biblica vivente al passato ed ignaro sguardo del visitatore su una realtà sovrannaturale.

Ciò vale particolarmente anche alla grande esibizione dei Novissimi, che Herrad condivide con la sua contemporanea Ildegarda di Bingen, badessa del monastero di Rupertsberg.
L'ultima parte dell'Hortus Deliciarum inizia con la seducente comparsa dell'Anticristo, la sua arrogante signoria e la sua caduta. Due grossi fogli colorati mostrano la meretrice Babilonia e le "nozze mistiche" della Chiesa con Cristo, delle quali si parla nell'Apocalisse di Giovanni. Segue una rappresentazione ricca di figure del Giudizio universale, del corteo dei santi e dei dannati, l'Inferno, con i suoi luoghi di punizioni, la beatitudine dei Prescelti e il nuovo cielo e la nuova terra, che è piena di fiori primaverili.

## Esempi del testo
| | |
| Prelati in ecclesia sunt apostoli episcopi abbates et presbyteri qui lavacro regenerationis et salutari doctrina predicationis spiritales filios cottidie in templo Domini id est ecclesia generant                | I superiori (prelati) nella chiesa sono Apostoli, i vescovi, gli abati e i preti, che attraverso il bagno della rigenerazione (rinascita) e attraverso la predicazione quotidianamente generano santi figli nel Tempio del Signore, cioè la Chiesa.       |
| Subjecti in ecclesia sunt clerici monachi inclusi heremite milites et omnes laici viri et femine qui in templo Domini per obedientiam in suis ordinibus cottidie laborant et adventum Sponsi negociantes expectant | I subordinati nella Chiesa sono i chierici, i monaci, i reclusi, gli eremiti, i soldati e tutti i laici, uomini e donne, che quotidianamente lavorano in obbedienza nel Tempio del Signore ai suoi ordini e che attendono con ansia l'arrivo dello Sposo. |
| Papa portat frigium ex albo serica ceteri episcopi portant infulas | Il Papa porta la tiara di bianca seta, gli altri vescovi portano la mitra. |

## Figure
L'Hortus Deliciarum attinge in molte sue rappresentazioni figurative da una tradizione centenaria della miniatura sacra. Ricerche iconografiche mostrano diversi rapporti con l'arte bizantina, che nel XII secolo ha avuto un grande influsso sull'Occidente.
I rapporti con il meridione d'Italia erano particolarmente vivaci ai tempi degli Hohenstaufen, e quindi l'opera possiede anche grande freschezza e originalità. Mentre Cristo e i suoi angeli, gli apostoli e i profeti compaiono negli abiti tradizionalmente festivi dell'arte paleocristiana, le rimanenti figure portano i soliti abiti delle storie bibliche di quel tempo e così l'Hortus Deliciarum assume il significato di un inestimabile testimone di abiti ed arredi, armi, attrezzi e utensili del XII secolo. I re e i loro scudieri, le dame raffinate compaiono in abiti di corte, i combattenti in armatura da cavaliere con cotta di maglia, spada e scudo e anche le figure allegoriche delle Virtù e dei Peccati portano sui loro lunghi e fluenti abiti femminili la cotta di maglia. Per illustrare la vanità del mondo, della quale parla il predicatore Salomone, Herrad disegna la ruota della fortuna e un incantevole gioco di marionette.
Anche i discorsi e le parabole di Gesù sono accompagnati da immagini esplicative. Così, giace il povero Lazzaro dinnanzi alla porta del ricco, così il Buon samaritano carica premurosamente sul suo cavallo il ferito, e quando nella parabola delle nozze reali uno degli ospiti si scusa dicendo: «Ho preso moglie e perciò non posso venire» 14, viene aggiunta nel testo quale spiegazione l'immagine di una donna adornata da sposa.
Per quanto riguarda la tecnica pittorica, i profili delle figure furono disegnati con la penna d'oca, quindi posti i relativi colori, le luci e le ombre e infine i contorni segnati con tinte nere o marrone. Erano preferiti i colori vivaci, rosso, azzurro, verde chiaro, castano e giallo oro. Mentre la prospettiva è spesso insufficiente, stupisce il buon disegno degli abiti e il nobile, naturale portamento delle figure. Non è nota un'opera completa simile. Vi sono troppo poche miniature contemporanee dell'Alsazia, per poter parlare di uno stile paesaggistico delle miniature. Notevole però è la parentela con le miniature dell'Hortus Deliciarum di alcune vetrate nella parte romanica della cattedrale di Strasburgo.

## Galleria di miniature

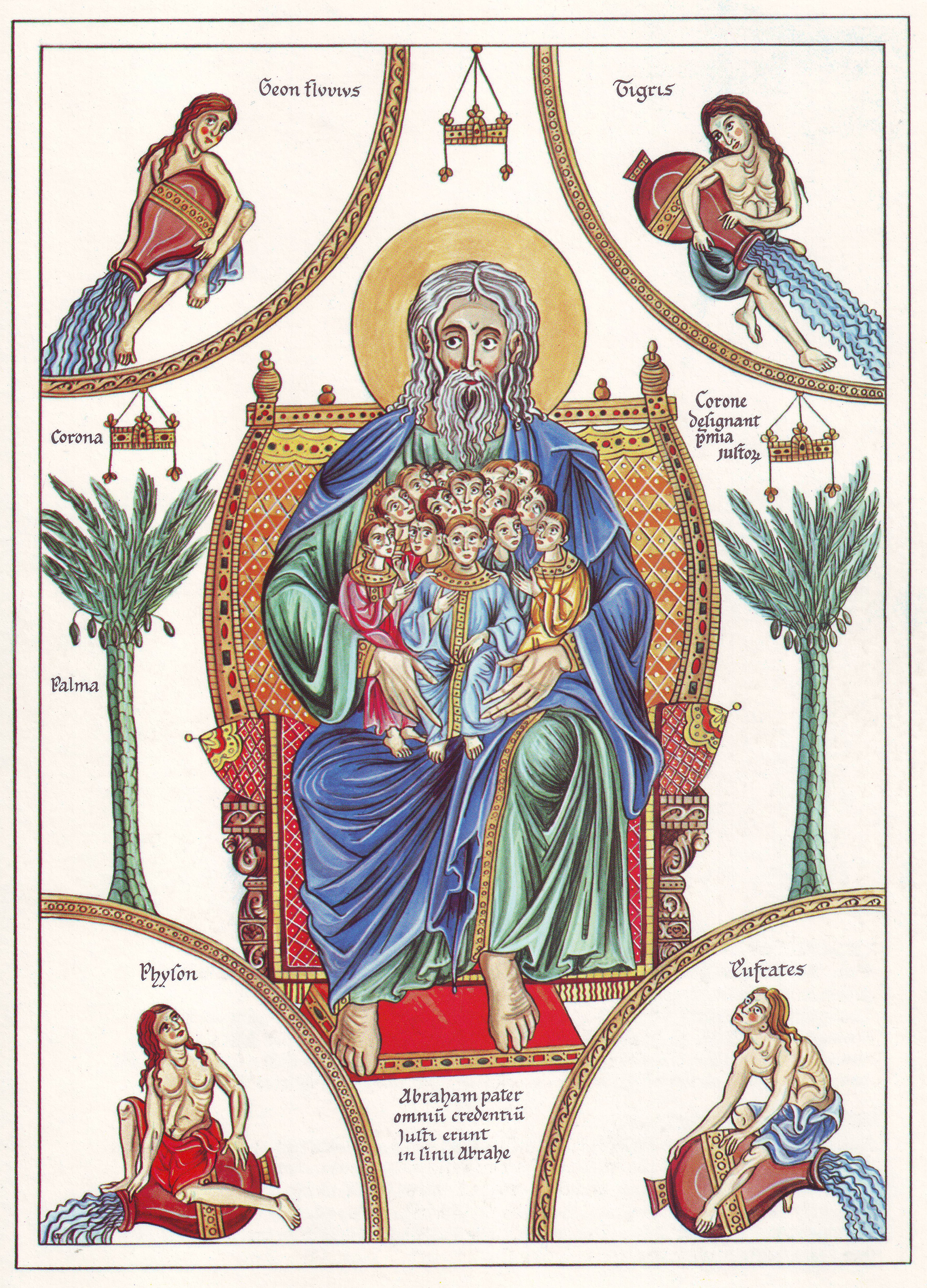
Il grembo di Abramo
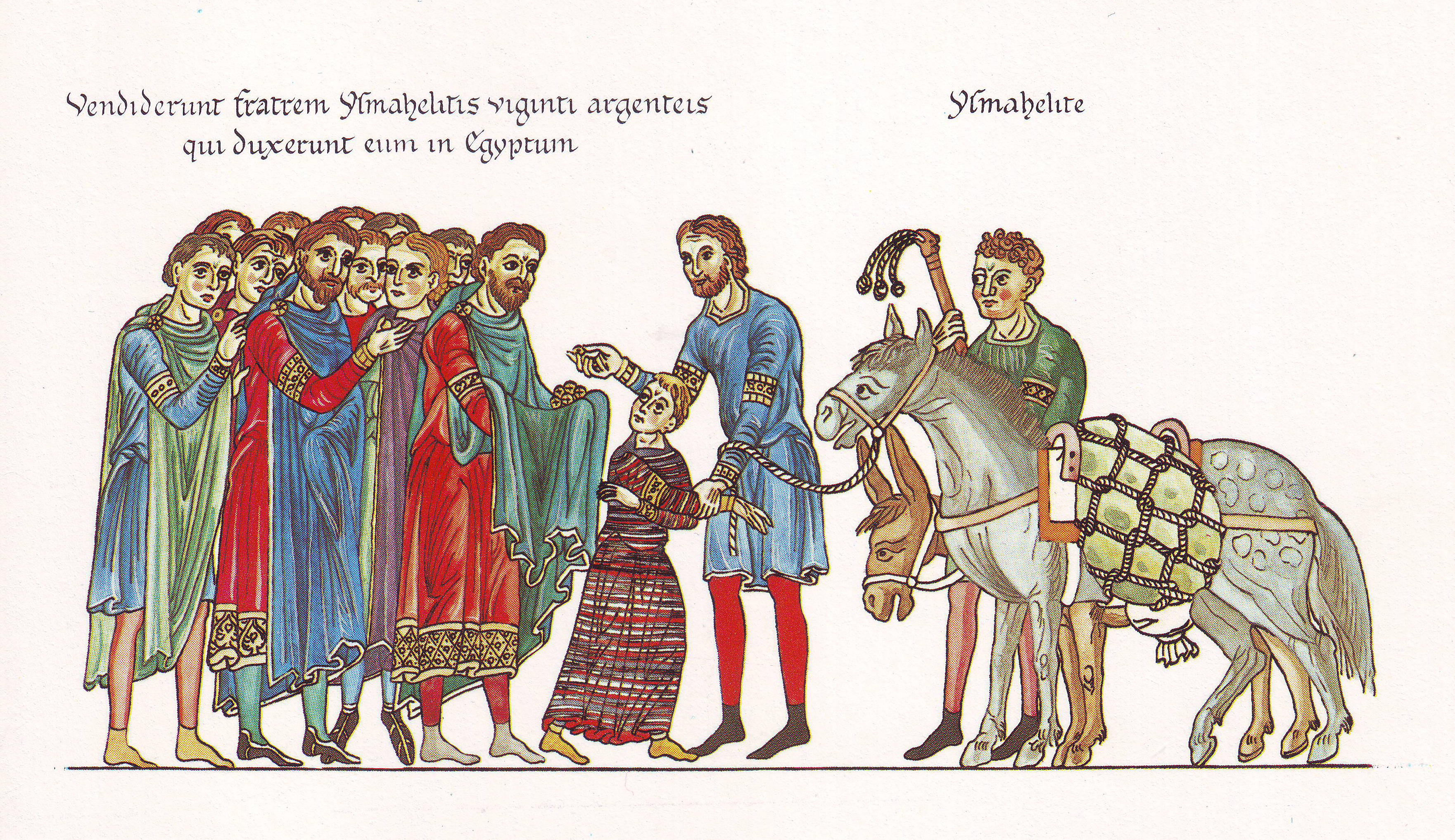
Giuseppe viene venduto dai suoi fratelli sulla strada per l'Egitto
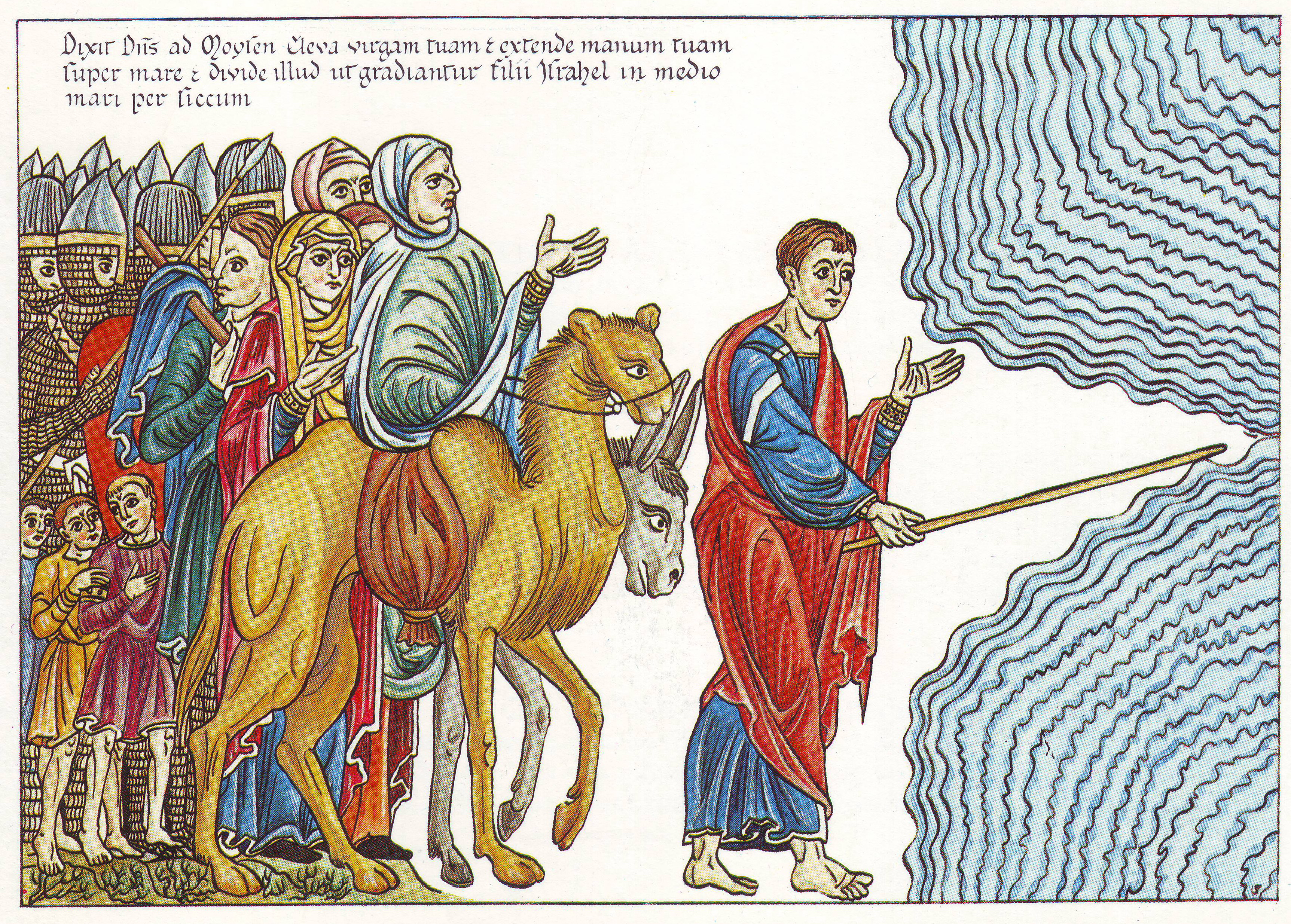
Mosè conduce gli ebrei attraverso il Mar Rosso
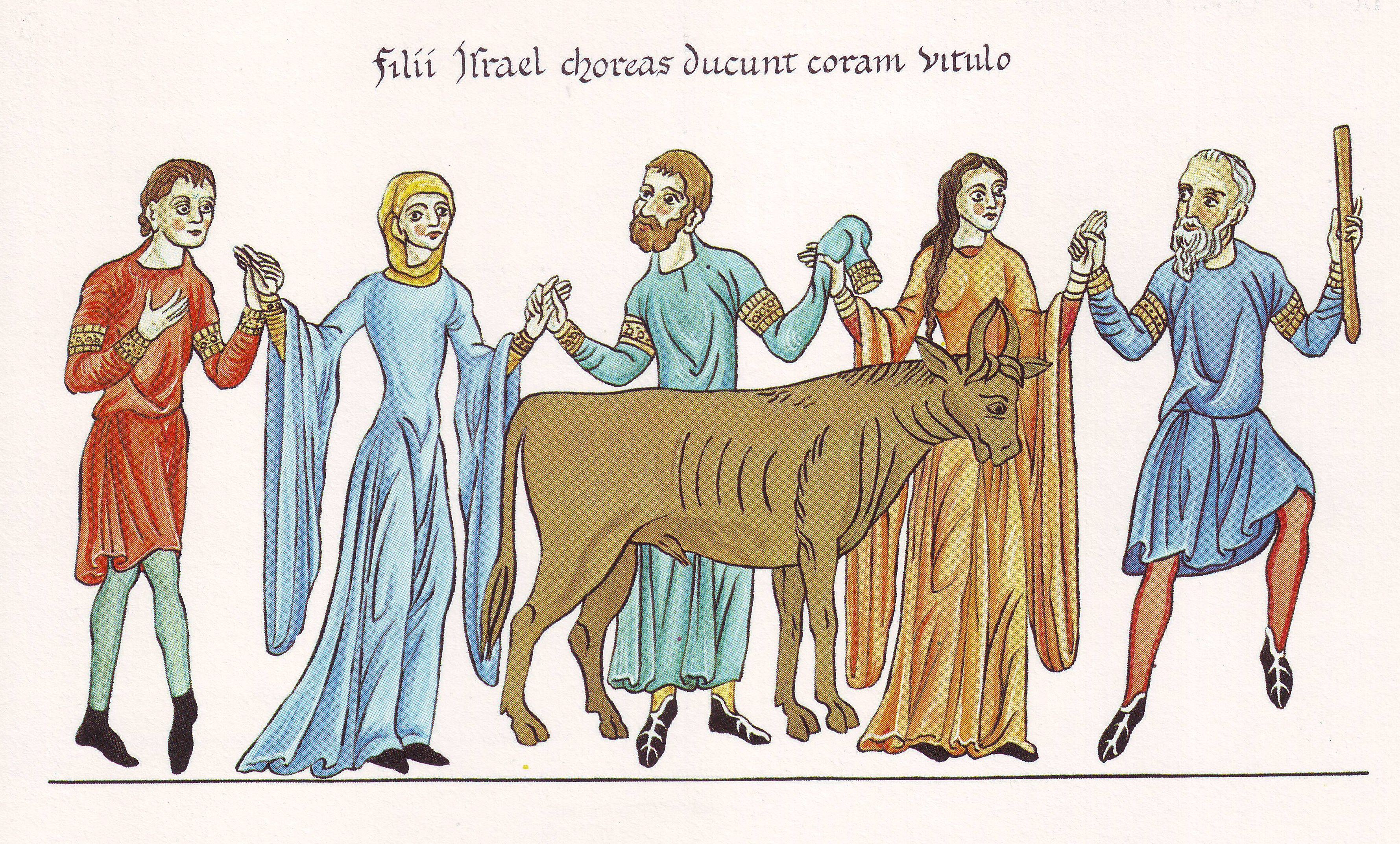
La danza intorno al vitello d'oro
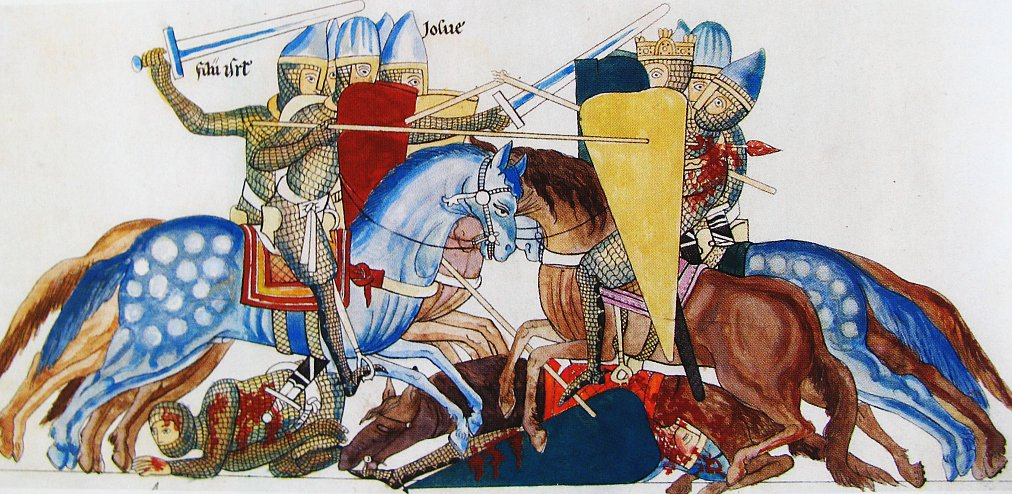
Giosué combatte contro il re degli Amaleciti
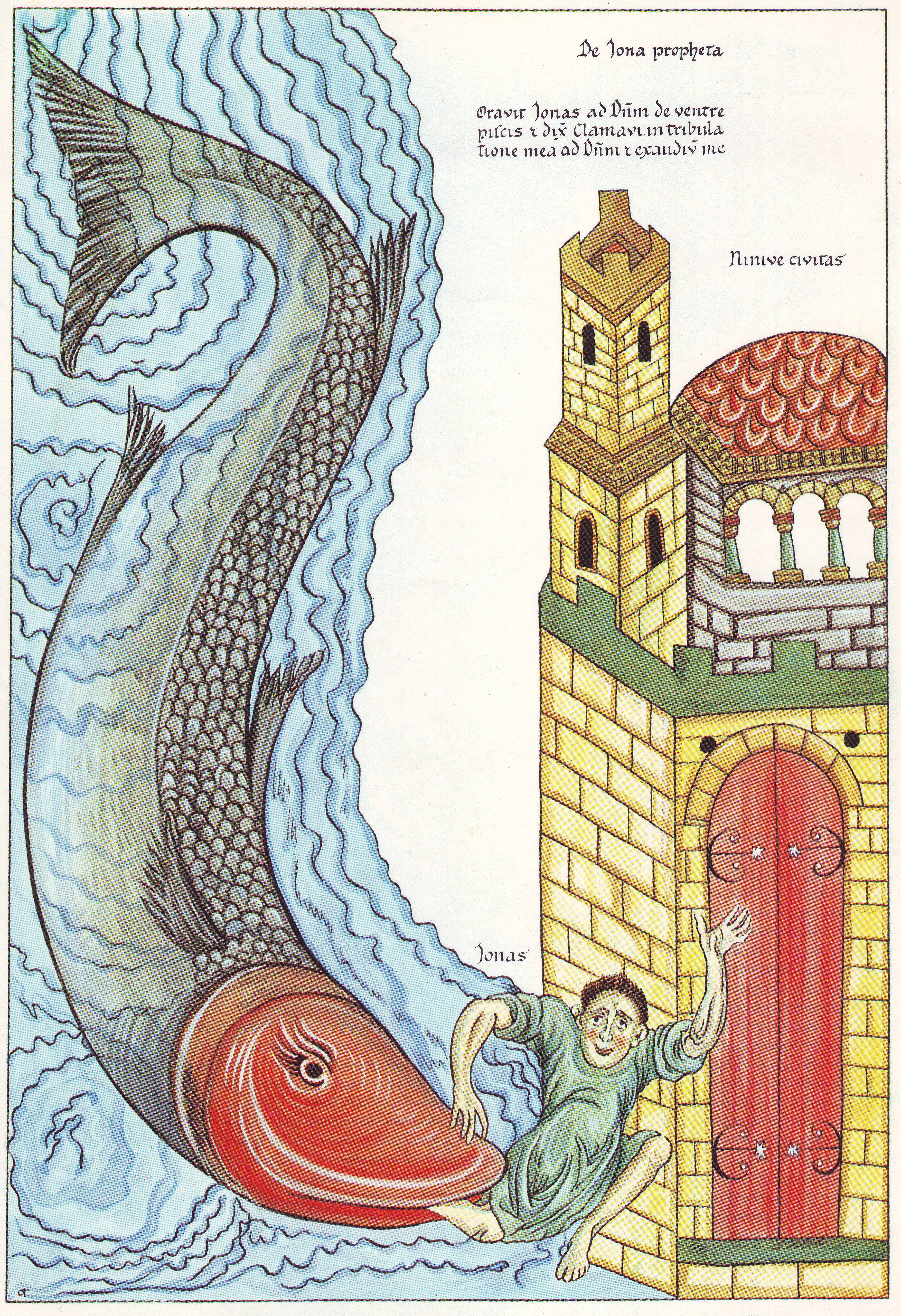
Il profeta Giona viene vomitato dal pesce presso Ninive
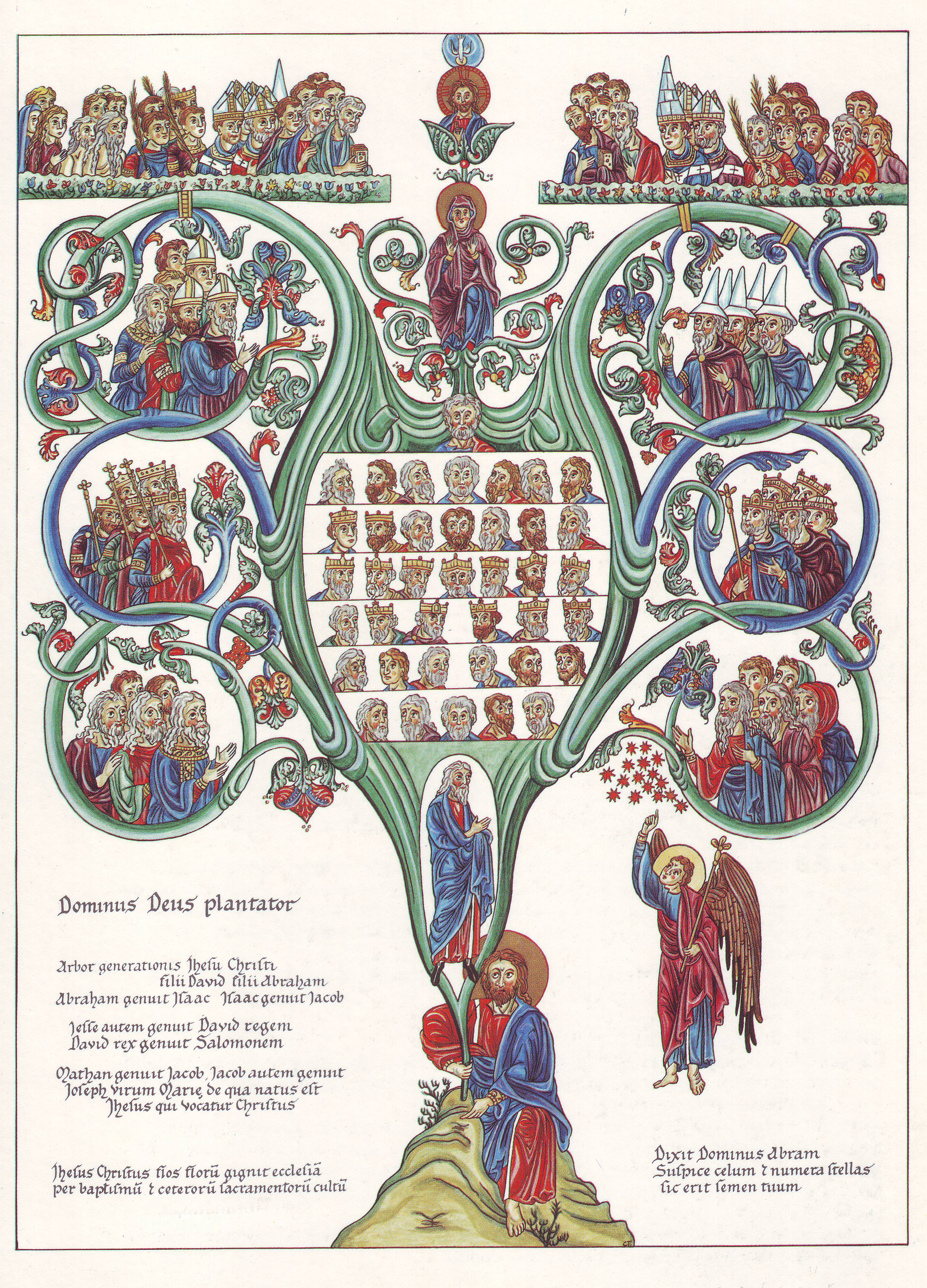
L'albero genealogico di Gesù
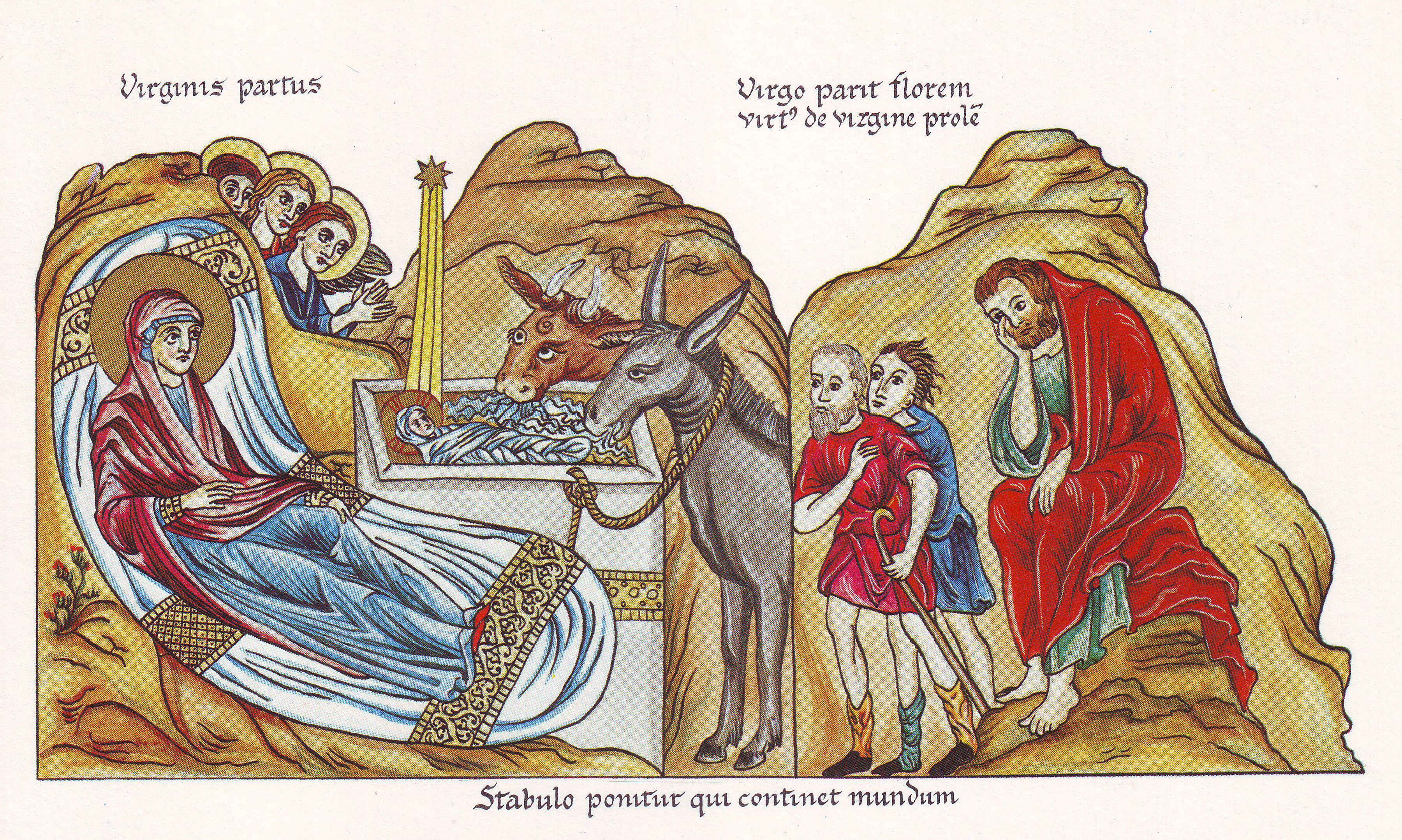
La nascita di Gesù
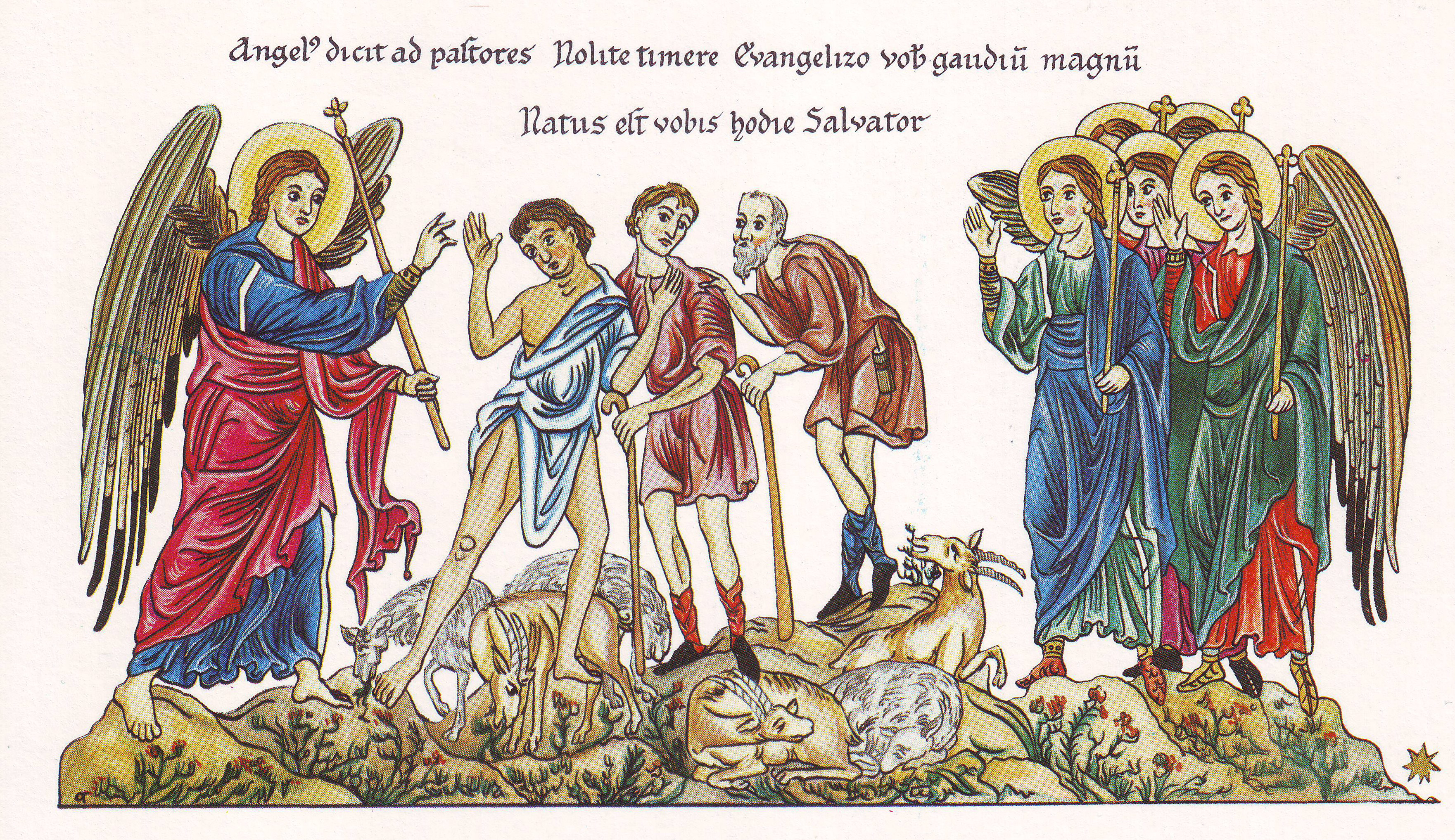
Gli angeli annunciano ai pastori la Nascita di Gesù
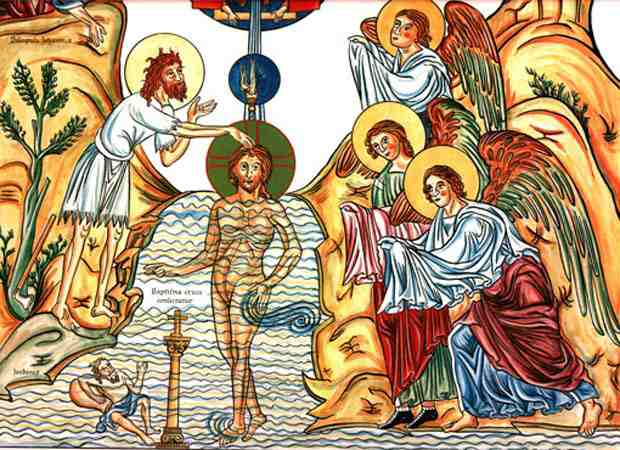
Il Battesimo di Gesù nel Giordano
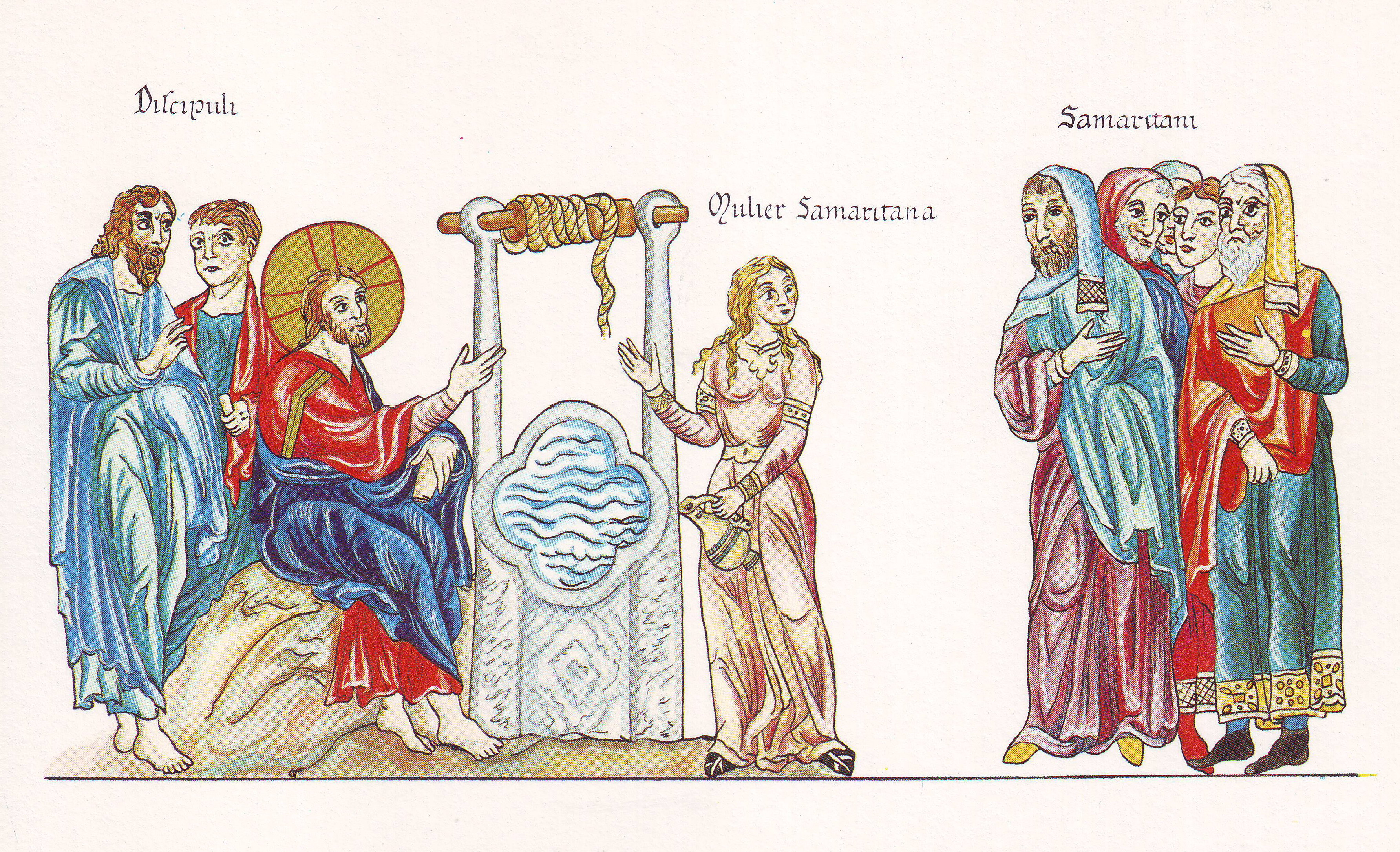
Gesù e la Samaritana presso il pozzo di Giacobbe
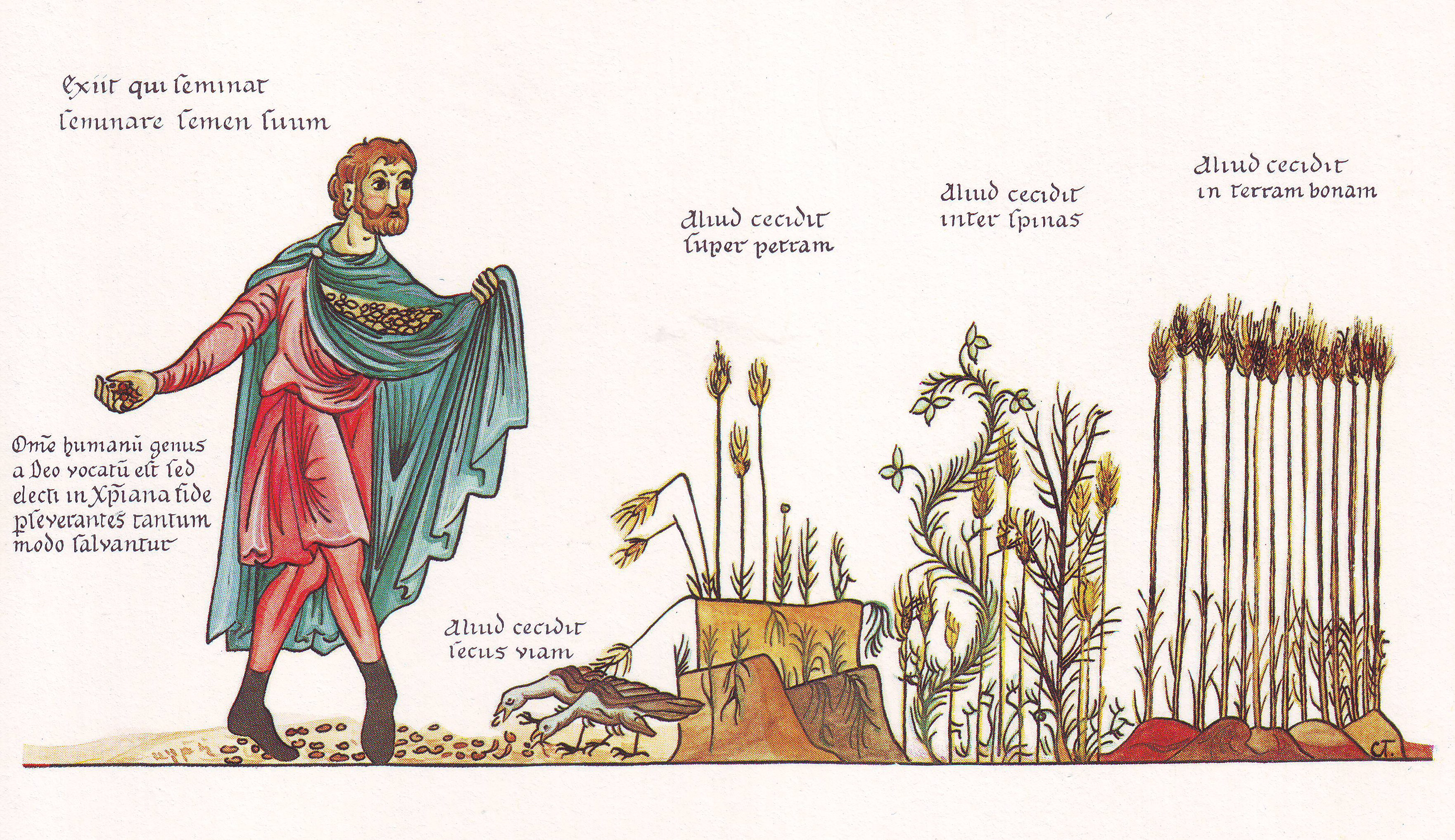
La parabola del seminatore
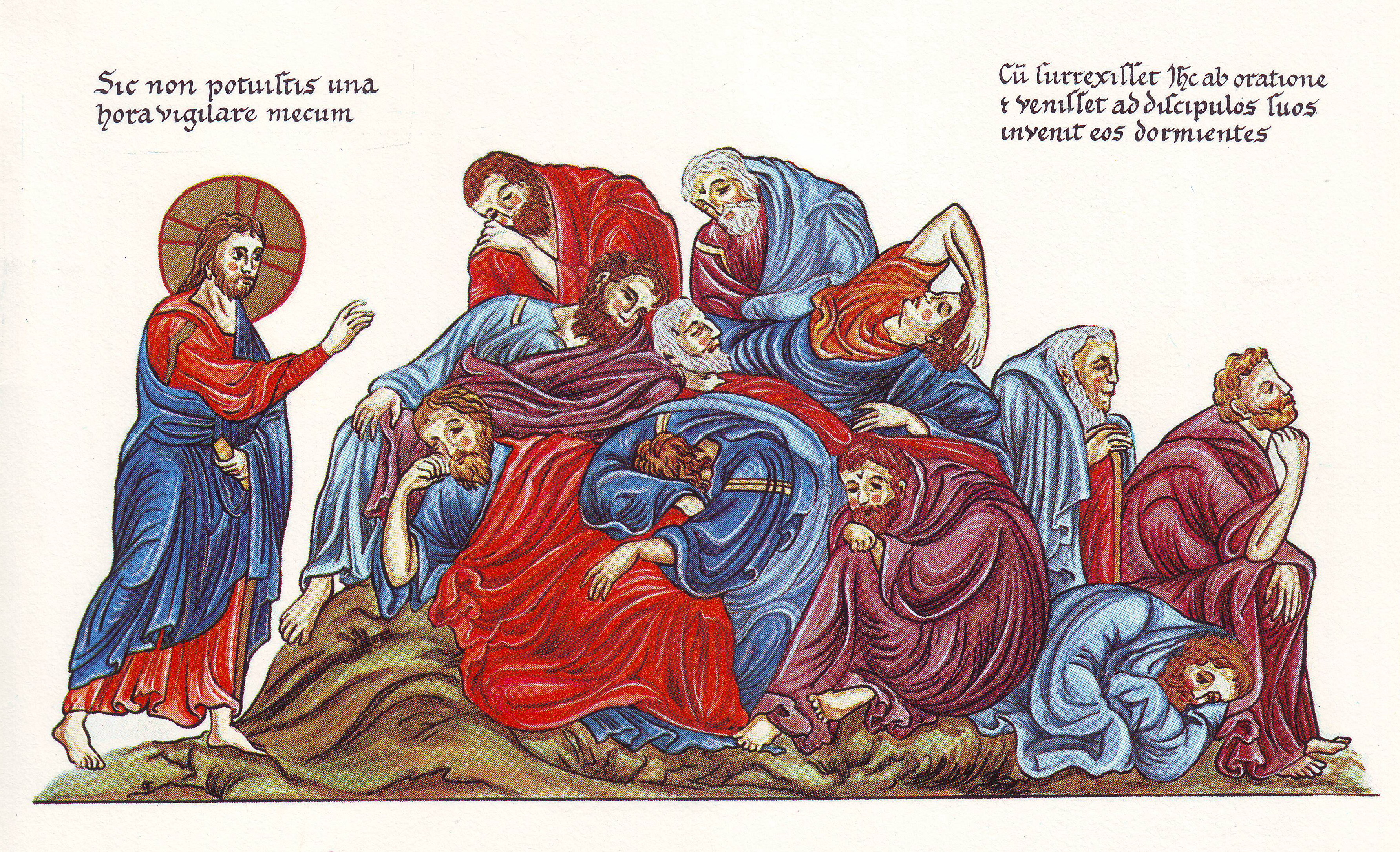
Gesù e gli apostoli addormentati presso il Monte degli Ulivi
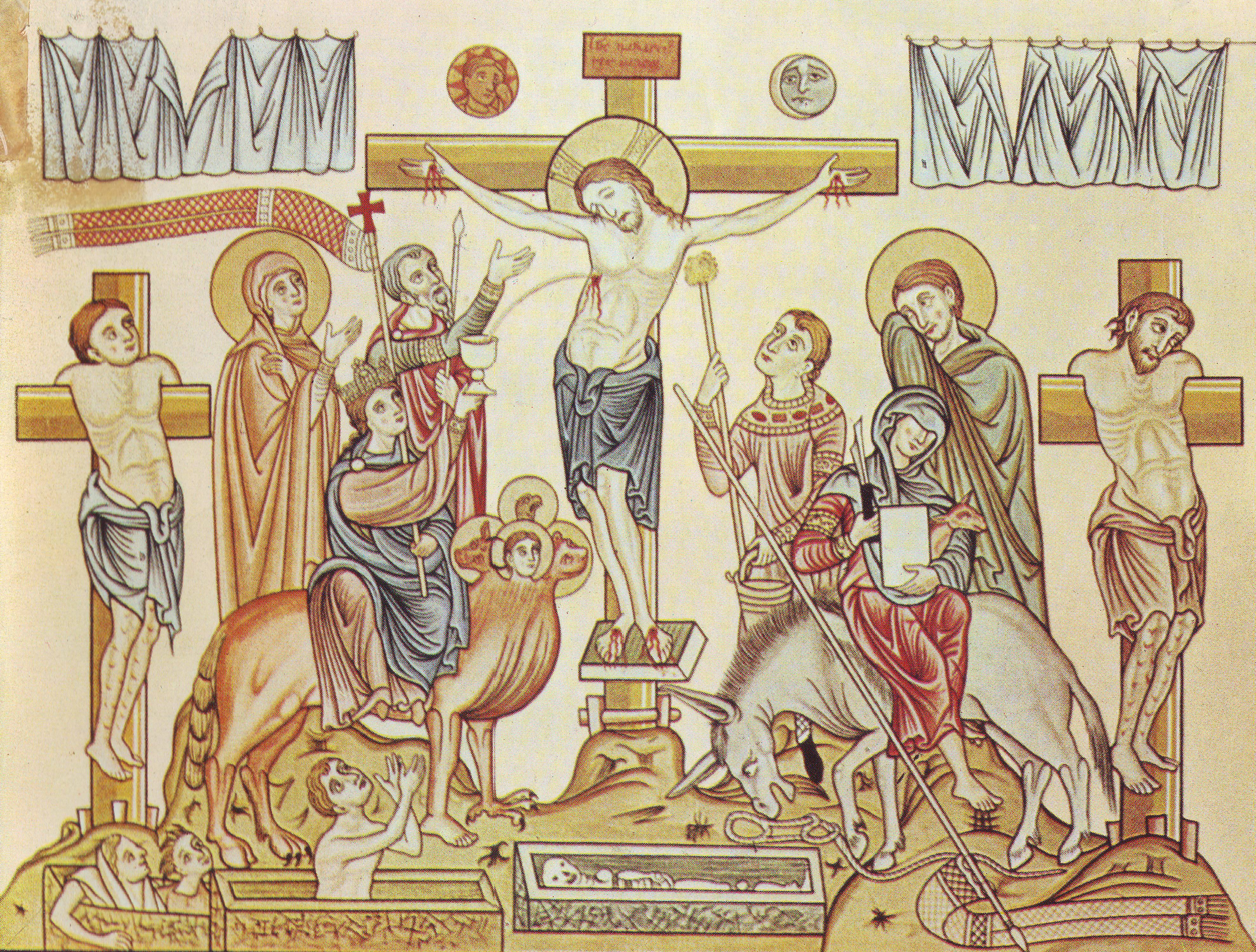
La Crocifissione di Cristo
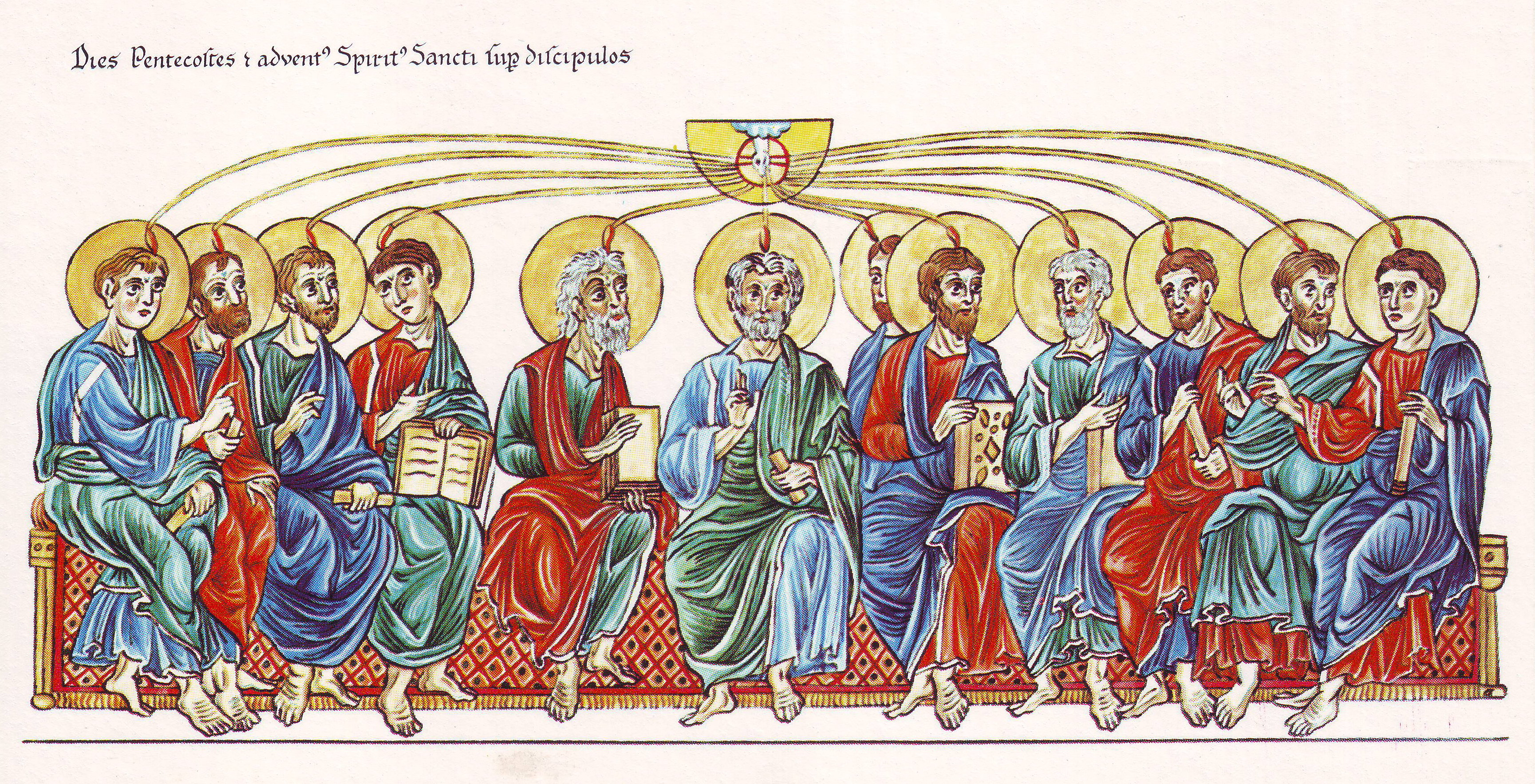
La Pentecoste e la discesa della Spirito Santo sugli apostoli
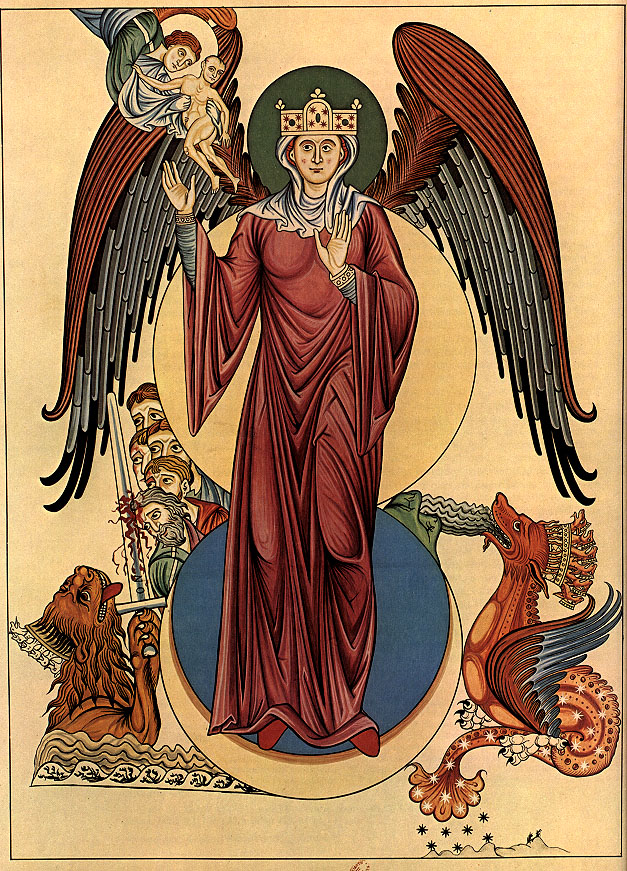
La Donna dell'Apocalisse
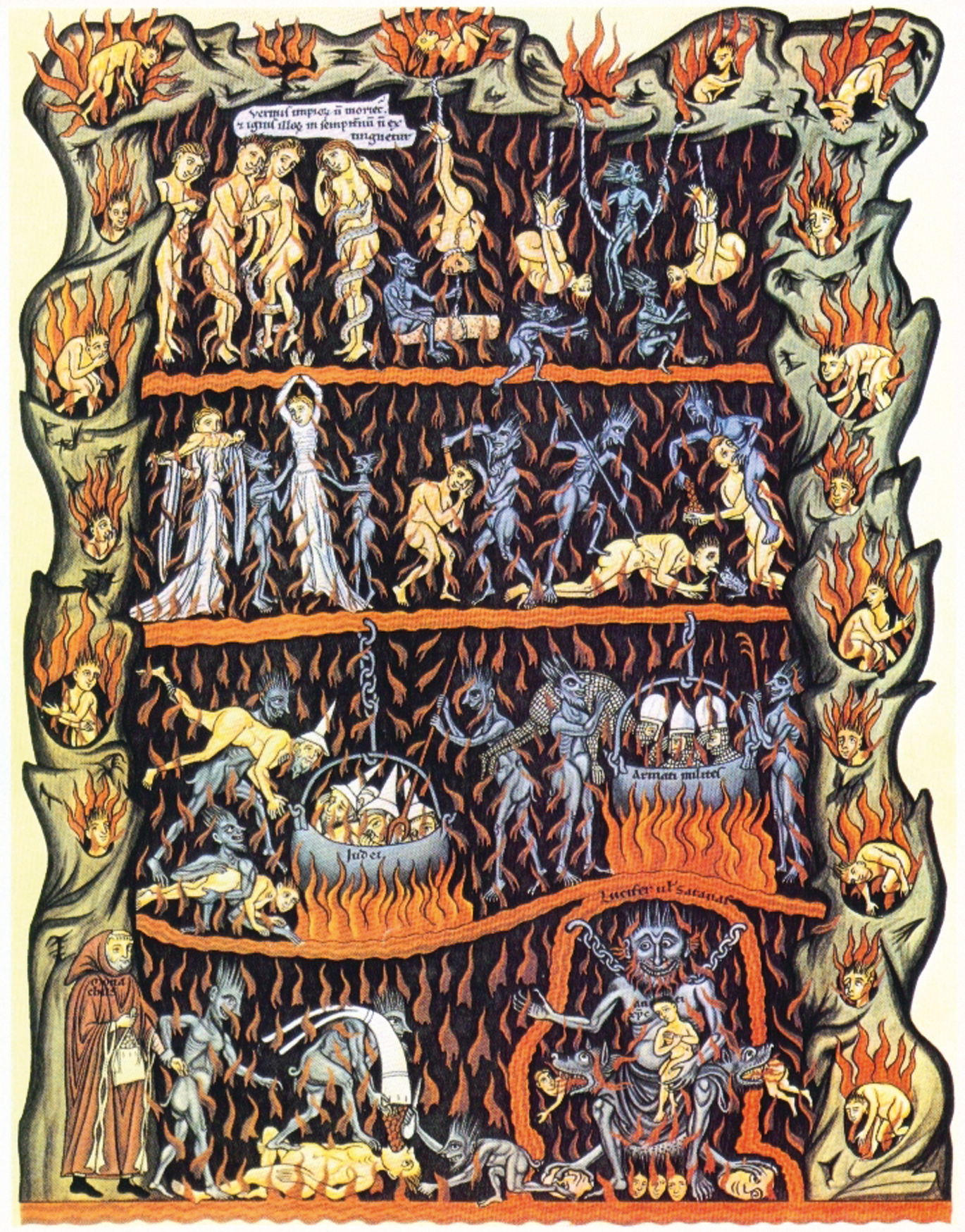
L'Inferno
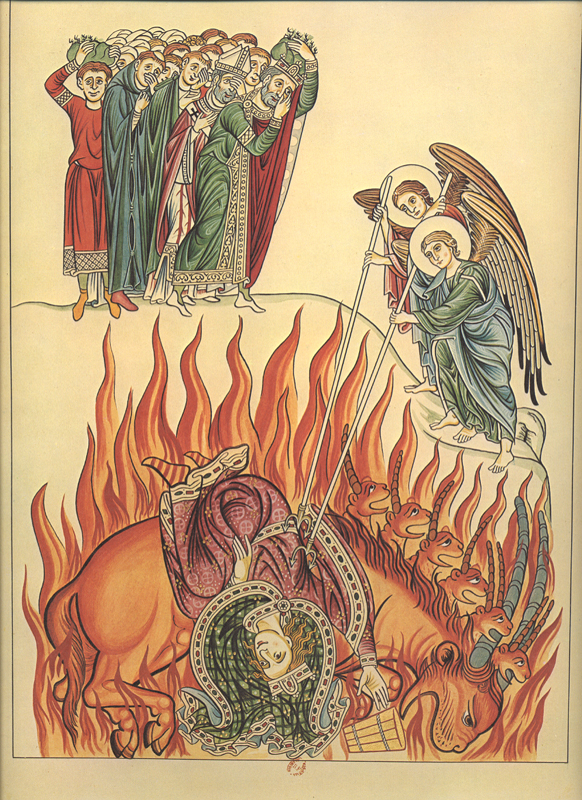
La meretrice Babilonia